# 補習中介
補習中介是一個行業，它是在一些亞太地區，例如︰香港、日本、台灣等，因當地補習風氣非常盛行，而衍生出的關於補習的產品和商業模式。
以香港為例，補習盛行，普遍由小學開始到高中，補習的需求強勁，甚至有些幼稚園和大學生也需要補習，希望用最短的時間獲得最多的考試技巧，在考試中獲取好成績，所以補習社大行其道，尤其是大型補習社如︰現代教育，英皇教育，遵理學校，活學教育等。
除了光顧補習社，有些經濟條件較好的家長亦願意支付較貴的補習費，聘請私人補習 老師上門補習 ，外國稱這種現象為「家教」，英文即home tutoring。近年，不少上門補習中介 平台亦如雨後春荀般出現，為家長提供上門補習老師的介紹工作。一般來說，這些補習中介透過網上平台替學生及導師作配對工作。但是，由於競爭激烈，能留下繼續經營及較具規模的補習中介不算多，如：GETUTOR 香港導師總會 等等。

## 背景
但同時之間，有一些家長和學生會對補習社和補習天王的效用成疑。大型補習社的補習天王、天后多因以學生太多為由，以視象形式授課（即俗稱播DVD或播video），所以有家長和學生擔心視像授課的學習效果不理想，補習老師也不能跟貼各個學生的程度和進度，較難做到真正的因材施教。至於一些小型補習社，有報道指出由於想增加生意額的關係而虛報補習導師的學歷，或稱能幫學生完成暑期作業。這些都會使家長信任下降，以至上門補習或私人補習多年來都為家長所選擇。

## 運作方式
補習中介的市場定位在於減低家長和上門補習導師之間尋找適合的對象的困難。雙方在欠缺資訊和大量的宣傳/招聘費用和時間之下，難以尋找到適合的對象。補習中介公司（通常以網站的形式）就為雙方設立一個中介的平台（但通常在法律上不代表雙方權益），以免費登記作招徠，讓家長和上門補習導師填寫基本的資料和特別的要求，例如︰ 補習地區/地址，補習日期/時間，對補習個案/導師的要求/學歷，時薪等等。補習中介公司再按雙方填寫的要求進行配對，盡量吻合雙方所提出的條件和要求，以達成交易。若然成功配對，在香港，補習中介公司會通常收取該補習個案的首兩個星期的學費作為行政費用（俗稱佣金）。
台灣的中介通常稱為家教網，但收費方式是有別於香港的中介公司。台灣的家教網會先收取導師一筆登記費，讓導師在該家教網上刊登自我介紹廣告。而成功配對後，家教網也會向家長收費。

## 負面報道
近期有報道指有一小撮的補習導師虛報學歷和欺騙家長金錢。 但通常補習中介都會先對補習導師的學歷進行簡單的審查。